# Collegio elettorale di Casoria (Senato della Repubblica)
Il collegio di Casoria fu un collegio elettorale uninominale della Repubblica Italiana per l'elezione del Senato della Repubblica. Apparteneva alla circoscrizione Campania e fu utilizzato per eleggere un senatore nella XII, XIII e XIV legislatura.
Venne istituito nel 1993 con la cosiddetta Legge Mattarella (Legge n. 276, Norme per l'elezione del Senato della Repubblica), attuata in seguito al referendum abrogativo del 1993. La legge istituì per la Camera dei deputati e per il Senato della Repubblica un sistema di elezione misto, in parte maggioritario e in parte proporzionale. Il 75% dei parlamentari dell'assemblea veniva eletto in collegi uninominali tramite sistema maggioritario a turno unico; il restante 25% al Senato veniva eletto tramite recupero proporzionale dei più votati non eletti attraverso un meccanismo di calcolo denominato "scorporo", cioè sottraendo dal conteggio dei voti totali di una lista nella parte proporzionale i voti ottenuti dai candidati collegati alla medesima lista che erano eletti nei collegi uninominali con il sistema maggioritario.
Il collegio venne abolito insieme a tutti gli altri che costituivano il Senato con la promulgazione della legge elettorale successiva, la cosiddetta Legge Calderoli. Questa prevedeva un sistema proporzionale con premio di maggioranza, che al Senato veniva attribuito a livello regionale.

## Territorio
Il collegio di Casoria era uno dei 22 collegi uninominali in cui era suddivisa la Campania e, come previsto dal D.Lgs. del 20 dicembre 1993 n. 535, era interamente compreso nella provincia di Napoli e comprendeva i seguenti comuni: Afragola, Arzano, Cardito, Casavatore, Casoria, Crispano e Frattaminore.

## Eletti
| Elezione | Elezione | Senatore         | Partito            |
| -------- | -------- | ---------------- | ------------------ |
|          | 1994     | Guido De Martino | Progressisti (PSI) |
|          | 1996     | Guido De Martino | L'Ulivo (PDS/DS)   |
|          | 2001     | Tommaso Casillo  | L'Ulivo (SDI)      |

## Dati elettorali

### XII legislatura
|                               | Guido De Martino ✔️ Eletto | Progressisti                  | 41 552  | 40,32 |  |  |  |  |  |
|                               | Alfonso Capone ✔️ Eletto   | Polo del Buon Governo         | 38 362  | 37,22 |  |  |  |  |  |
|                               | Raffaele Cananzi           | Patto per l'Italia            | 18 245  | 17,70 |  |  |  |  |  |
|                               | Michele Fasano             | Unione Cristiani e Riformisti | 4 902   | 4,76  |  |  |  |  |  |
| Totale                        | Totale                     | Totale                        | 103 061 | 100   |  |  |  |  |  |
|                               |                            |                               |         |       |  |  |  |  |  |
| Voti non validi               | Voti non validi            | Voti non validi               | 9 624   | 8,54  |  |  |  |  |  |
| Votanti                       | Votanti                    | Votanti                       | 112 685 | 79,22 |  |  |  |  |  |
| Elettori                      | Elettori                   | Elettori                      | 142 244 |       |  |  |  |  |  |
|                               |                            |                               |         |       |  |  |  |  |  |
| Data: 27-28 marzo 1994        |                            |                               |         |       |  |  |  |  |  |
| Fonte: Ministero dell'interno |                            |                               |         |       |  |  |  |  |  |

### XIII legislatura
|                               | Guido De Martino ✔️ Eletto | L'Ulivo                            | 51 141  | 50,26 |  |  |  |  |  |
|                               | Alfonso Capone             | Polo per le Libertà                | 42 077  | 41,35 |  |  |  |  |  |
|                               | Donato De Rosa             | Movimento Sociale Fiamma Tricolore | 4 940   | 4,85  |  |  |  |  |  |
|                               | Michele Fasano             | Socialista                         | 2 637   | 2,59  |  |  |  |  |  |
|                               | Diamante Pacelli           | Democrazia Sociale                 | 965     | 0,95  |  |  |  |  |  |
| Totale                        | Totale                     | Totale                             | 101 760 | 100   |  |  |  |  |  |
|                               |                            |                                    |         |       |  |  |  |  |  |
| Voti non validi               | Voti non validi            | Voti non validi                    | 8 588   | 7,78  |  |  |  |  |  |
| Votanti                       | Votanti                    | Votanti                            | 110 348 | 74,70 |  |  |  |  |  |
| Elettori                      | Elettori                   | Elettori                           | 147 726 |       |  |  |  |  |  |
|                               |                            |                                    |         |       |  |  |  |  |  |
| Data: 21 aprile 1996          |                            |                                    |         |       |  |  |  |  |  |
| Fonte: Ministero dell'interno |                            |                                    |         |       |  |  |  |  |  |

### XIV legislatura
|                               | Tommaso Casillo ✔️ Eletto | L'Ulivo                              | 48 813  | 42,37 |  |  |  |  |  |
|                               | Aldo Casillo              | Casa delle Libertà                   | 46 385  | 40,26 |  |  |  |  |  |
|                               | Vittorio Mazzone          | Partito della Rifondazione Comunista | 7 936   | 6,89  |  |  |  |  |  |
|                               | Diamante Pacelli          | Democrazia Europea                   | 3 979   | 3,45  |  |  |  |  |  |
|                               | Gabriele Acanfora         | Lista Di Pietro                      | 3 260   | 2,83  |  |  |  |  |  |
|                               | Donato De Rosa            | Fiamma Tricolore                     | 2 901   | 2,52  |  |  |  |  |  |
|                               | Giuseppe Vibrato          | Lista Pannella-Bonino                | 1 939   | 1,68  |  |  |  |  |  |
| Totale                        | Totale                    | Totale                               | 115 213 | 100   |  |  |  |  |  |
|                               |                           |                                      |         |       |  |  |  |  |  |
| Voti non validi               | Voti non validi           | Voti non validi                      | 11 392  | 9,00  |  |  |  |  |  |
| Votanti                       | Votanti                   | Votanti                              | 126 605 | 79,10 |  |  |  |  |  |
| Elettori                      | Elettori                  | Elettori                             | 160 062 |       |  |  |  |  |  |
|                               |                           |                                      |         |       |  |  |  |  |  |
| Data: 13 maggio 2001          |                           |                                      |         |       |  |  |  |  |  |
| Fonte: Ministero dell'interno |                           |                                      |         |       |  |  |  |  |  |